# Dave Keuning
Dave Keuning, celým jménem David Brent Keuning (* 28. března 1976, Des Moines, Iowa, USA) je kytarista a zakládající člen americké indie-rockové skupiny The Killers.

## Rodina
- Má syna jménem Kyler (narozen 2005).